# اچ‌ام‌اس ورینک (دی۲۱)

{{Infobox ship characteristics
اچ‌ام‌اس ورینک (دی۲۱) (به انگلیسی: HMS Wryneck (D21)) یک کشتی است که طول آن ۳۱۲ فوت (۹۵ متر) Length overall می‌باشد. این کشتی در سال ۱۹۱۸ (میلادی)|۱۹۱۸]] ساخته شد.